# Францкевич-Радзиминский, Стафан
Стафан Францкевич-Радзиминский (? — 1712) — представитель шляхетского рода Францкевичей-Радзиминских.

## Биография

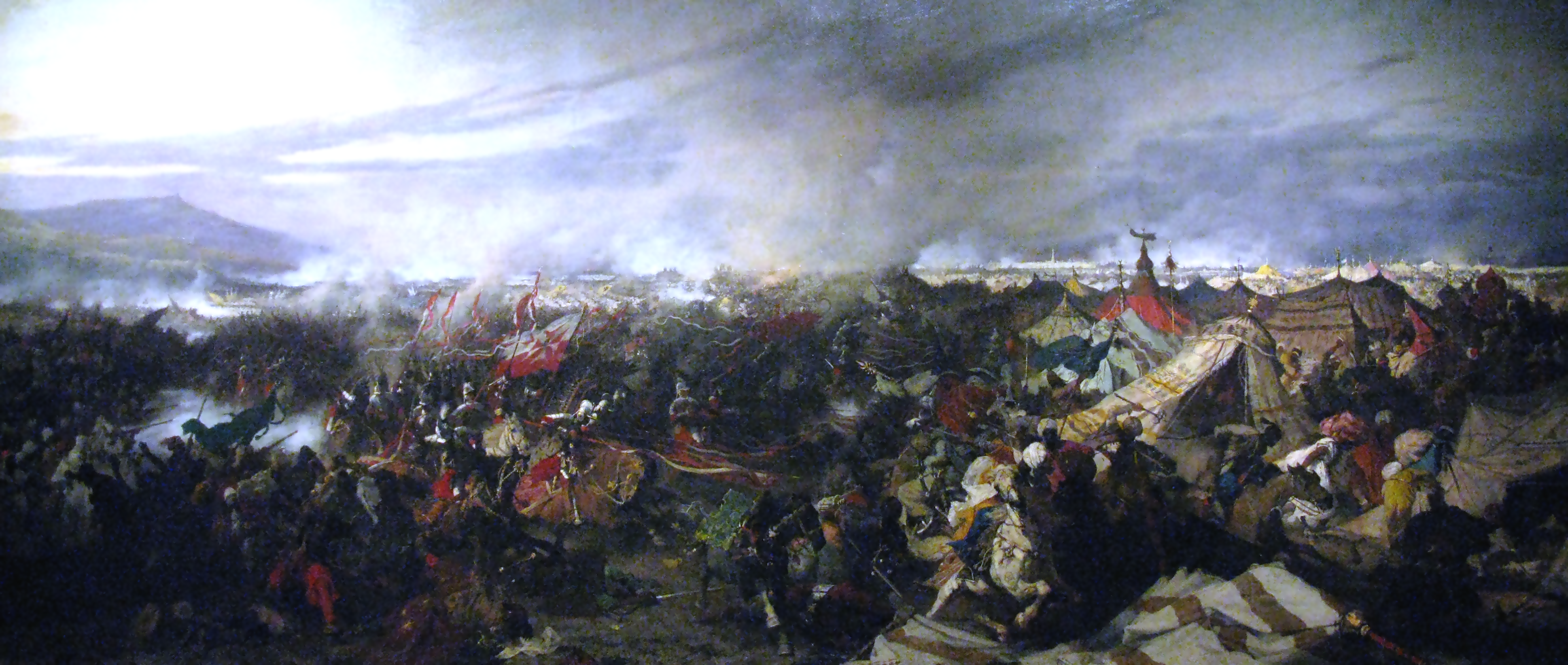
Венская битва (Йозеф Брандт). В этой битве Стафан Францкевич-Радзиминский смог выделиться.

В 1654 году Стафан Францкевич-Радзиминский стал хорунжим новогрудским. Также занимал должности дворянина королевского, старосты слонимского. Много раз в 1648—1712 годах был послом на вальные сеймы, входил в сеймовые комиссии.
Также Стафан строил военную карьеру. Он принимал участие в следующих войнах:
- Смоленская война.
- Восстание Хмельницкого (принимал участие в битве под Зборовым в 1649 году).
- Русско-польская война (1654—1667).
- Польско-турецкая война (1672—1676) (принимал участие в Хотинской битве в 1673 году, смог выделиться во время этой битве).
- Великая Турецкая война (участвовал в Венской битве в 1683 году, смог выделиться во время этой битве).

## Семья
Его отцом был Ян Францкевич-Радзиминский.
Стафан имел сына Михаила Гедеона, который займет должности старосты слонимского и хорунжего надворного литовского. Михаил Гедеон умер 16 июня 1712 года.